# IC 513
IC 513 је лентикуларна галаксија у сазвјежђу Хидра која се налази на листи објеката дубоког неба у Индекс каталогу.
Деклинација објекта је - 12° 21' 18" а ректасцензија 8h 33m 5,0s. Привидна величина (магнитуда) објекта IC 513 износи 13,0 а фотографска магнитуда 14,0. IC 513 је још познат и под ознакама MCG -2-22-19, NPM1G -12.0232, PGC 23983.